# Frost Glacier
Frost Glacier är en glaciär i Antarktis. Den ligger i Östantarktis. Australien gör anspråk på området. Frost Glacier ligger 65 meter över havet.
Terrängen runt Frost Glacier är platt åt nordväst, men åt sydost är den kuperad. Terrängen runt Frost Glacier sluttar norrut.  Trakten är obefolkad. Det finns inga samhällen i närheten.